# Gonospora stichopi
Gonospora stichopi is een soort in de taxonomische indeling van de Myzozoa, een stam van microscopische parasitaire dieren. Het organisme komt uit het geslacht Gonospora en behoort tot de familie Urosporidae. Gonospora stichopi werd in 1967 ontdekt door Lutzen.